# Клоога (посёлок)
Кло́ога — посёлок в волости Ляэне-Харью уезда Харьюмаа, Эстония. До административной реформы местных самоуправлений Эстонии 2017 года входил в состав волости Кейла (упразднена).

## Географическое положение
Расположен в 38 километрах к западу от Таллина, на северном берегу озера Клоога, площадь которого составляет 132,9 га, глубина — 3,6 м. К северо-западу от посёлка расположен остановочный пункт Клоога-Аэдлинн, на северо-востоке — железнодорожная станция Клоога. С обеих станций ходят электропоезда до Таллина и до Палдиски, а со станции Клоога также до Клоогаранна — расположенного на берегу Финского залива населённого пункта с частной застройкой и общественным пляжем Клоогаранд.
Климат — умеренный. Официальный язык — эстонский. Почтовые индексы: 76703, 76791.

## Население
По данным переписи населения 2021 года, в Клоога насчитывалось 1024 жителя, из них 604 (59,3 %) — эстонцы.
По данным переписи населения 2011 года в посёлке проживали 1203 человека, из них 642 (53,4 %) — эстонцы.
Численность населения посёлка Клоога:
| Год  | 1959  | 1970    | 1979   | 1989   | 2000  | 2011   | 2018  | 2019  | 2021   |
| ---- | ----- | ------- | ------ | ------ | ----- | ------ | ----- | ----- | ------ |
| Чел. | 1425* | ↘ 1355* | ↗ 1566 | ↗ 1698 | ↘ 995 | ↗ 1203 | ↘ 980 | ↗ 983 | ↗ 1024 |

*Посёлок Клоога (эст. Klooga alevik) и садовый (дачный) посёлок Клоога (эст. Klooga aedlinn) вместе.

## История
До Второй мировой войны в районе железнодорожной станции Клоога-Аэдлинн находился одноимённый дачный посёлок, являвшийся излюбленным местом отдыха жителей Таллина.
C 1939 года возле посёлка, на мызе Клоога располагалась советская военная база.
В сентябре 1943 года возле военной базы нацистскими оккупантами был организован концентрационный лагерь Клоога (так называемый «трудовой лагерь»), просуществовавший до освобождения советскими войсками в конце сентября 1944 года. В 1943—1944 годах в лагерь были доставлены несколько тысяч евреев из гетто Каунаса, Вильнюса и концлагеря Саласпилс в Латвии, которых впоследствии использовали на бетонных работах и лесоразработках. 19 сентября 1944 года, когда части Красной Армии уже подходили к району Клоога, немецкое командование приказало уничтожить узников концлагеря. Чрезвычайной комиссии удалось во всех местах казни идентифицировать останки 491 человека; на основании результатов расследования было сделано предположение, что число казненных могло составлять 1800–2000 человек. На месте расстрела узников лагеря установлен памятник, около которого проходят церемонии поминовения в День памяти жертв Холокоста и в годовщину уничтожения узников лагеря.
В советское время в многоквартирных панельных домах посёлка были расквартированы семьи офицеров Советской армии, служивших в мотострелковой дивизии, располагавшейся неподалёку. В августе 1994 года российские войска были полностью выведены из Эстонии, и семьи офицеров покинули Клоога, исключение составляют лишь семьи бывших военных, получившие вид на жительство.
До 1977 года в списках населения выделялись посёлок Клоога и садовый (дачный) посёлок Клоога, затем они были объединены. 

## Галерея

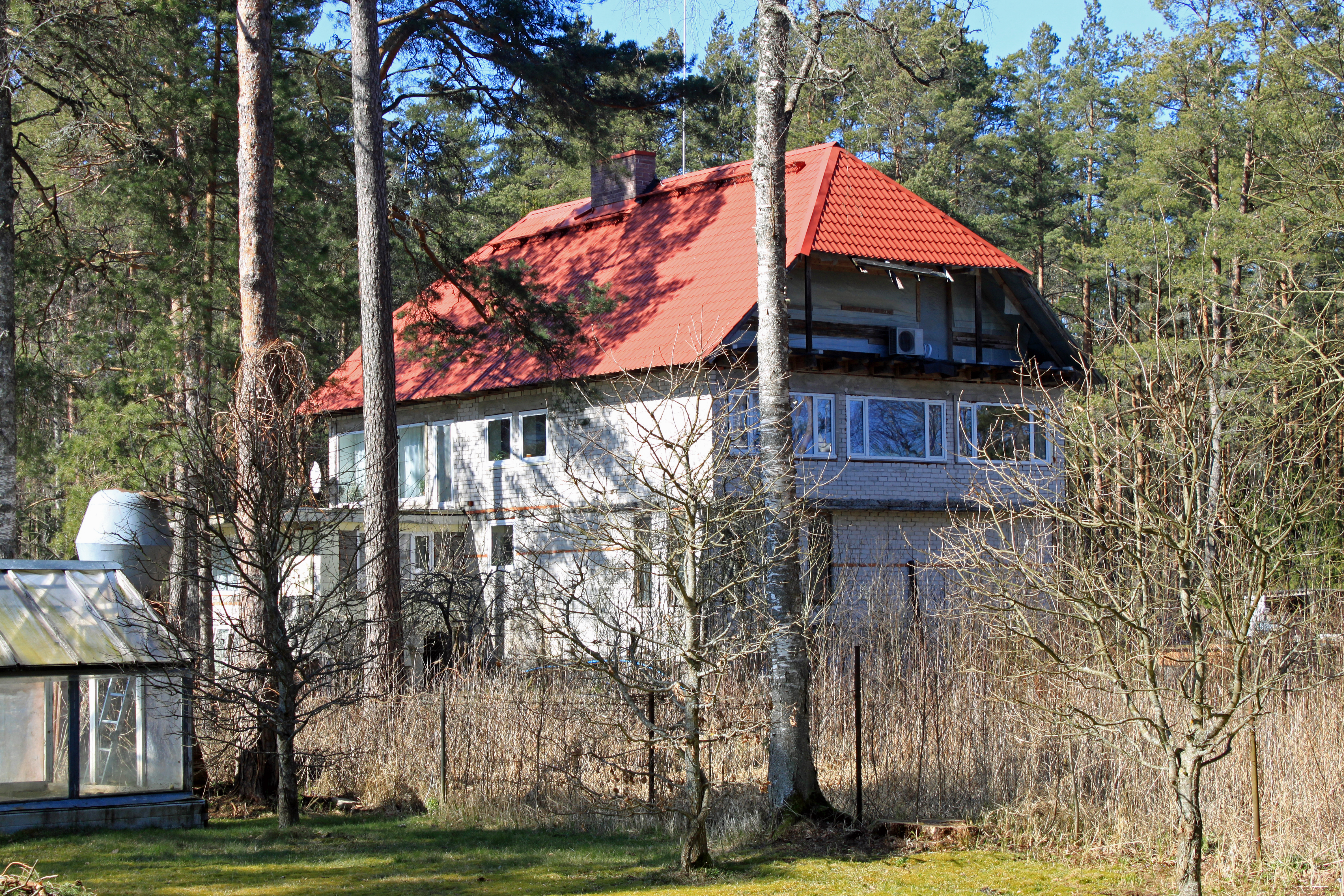
Посёлок Клоога
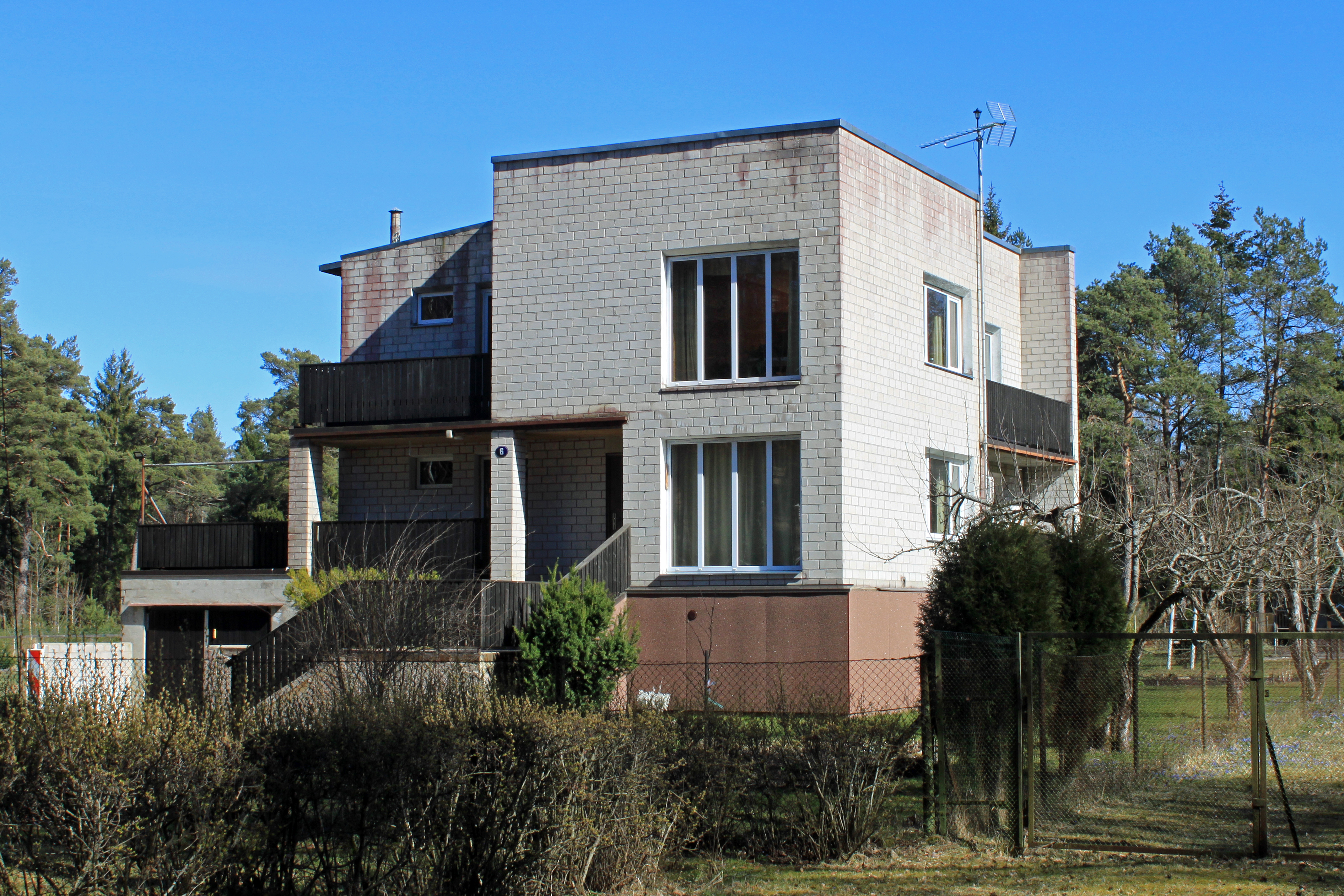
Жилой дом в Клоога
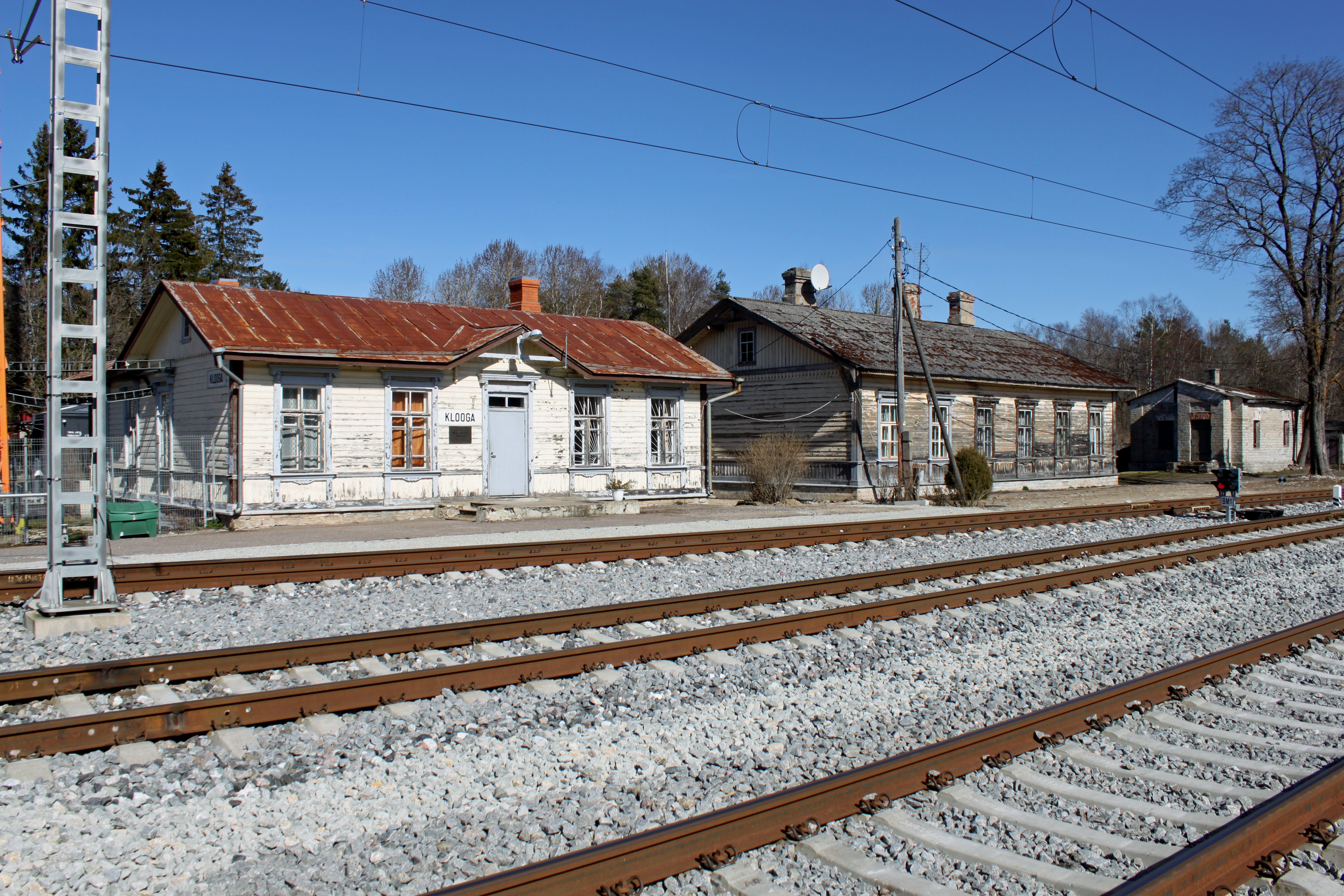
Железнодорожный вокзал Клоога
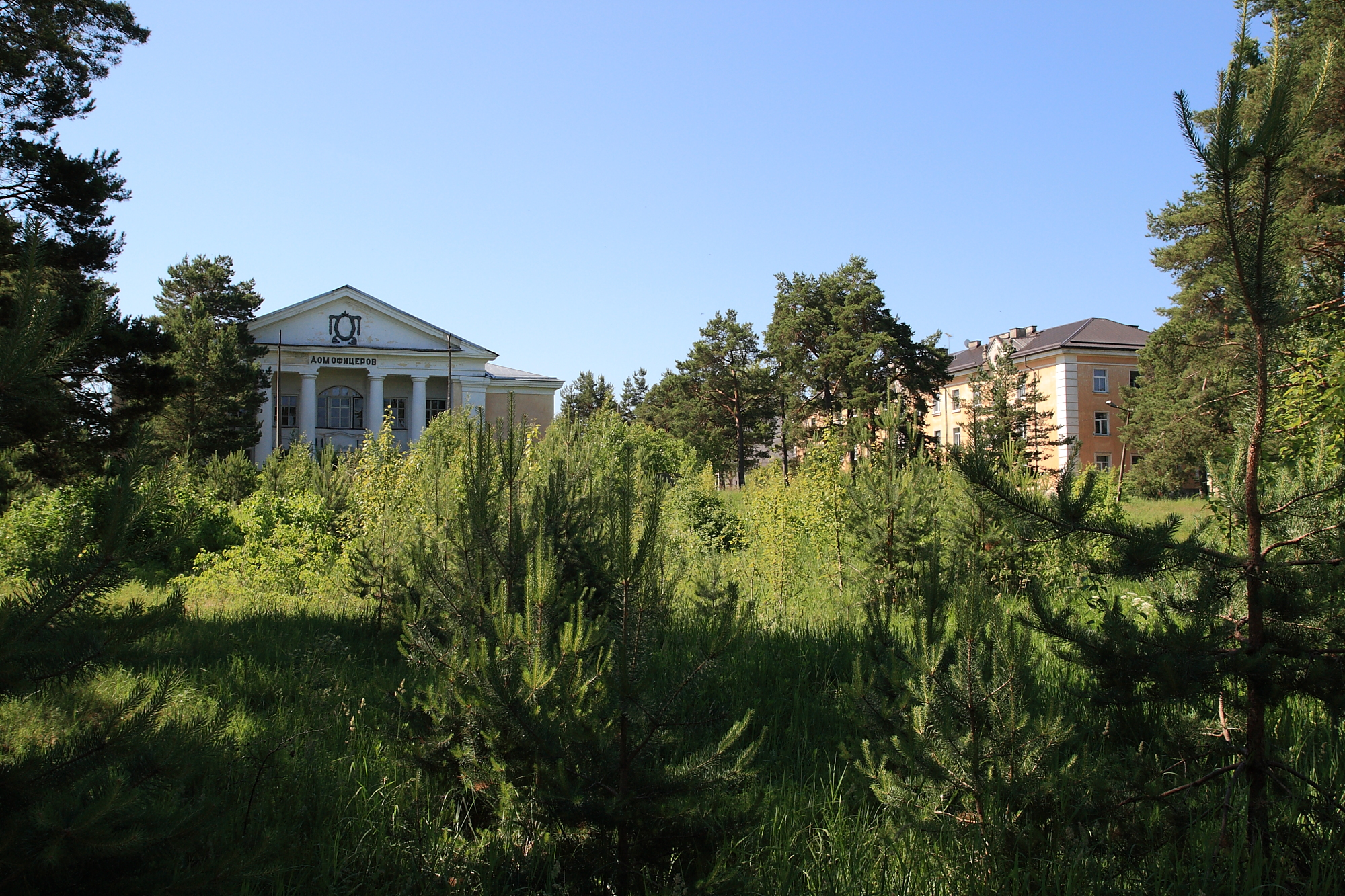
Слева — развалины бывшего Дома офицеров, 2011 год
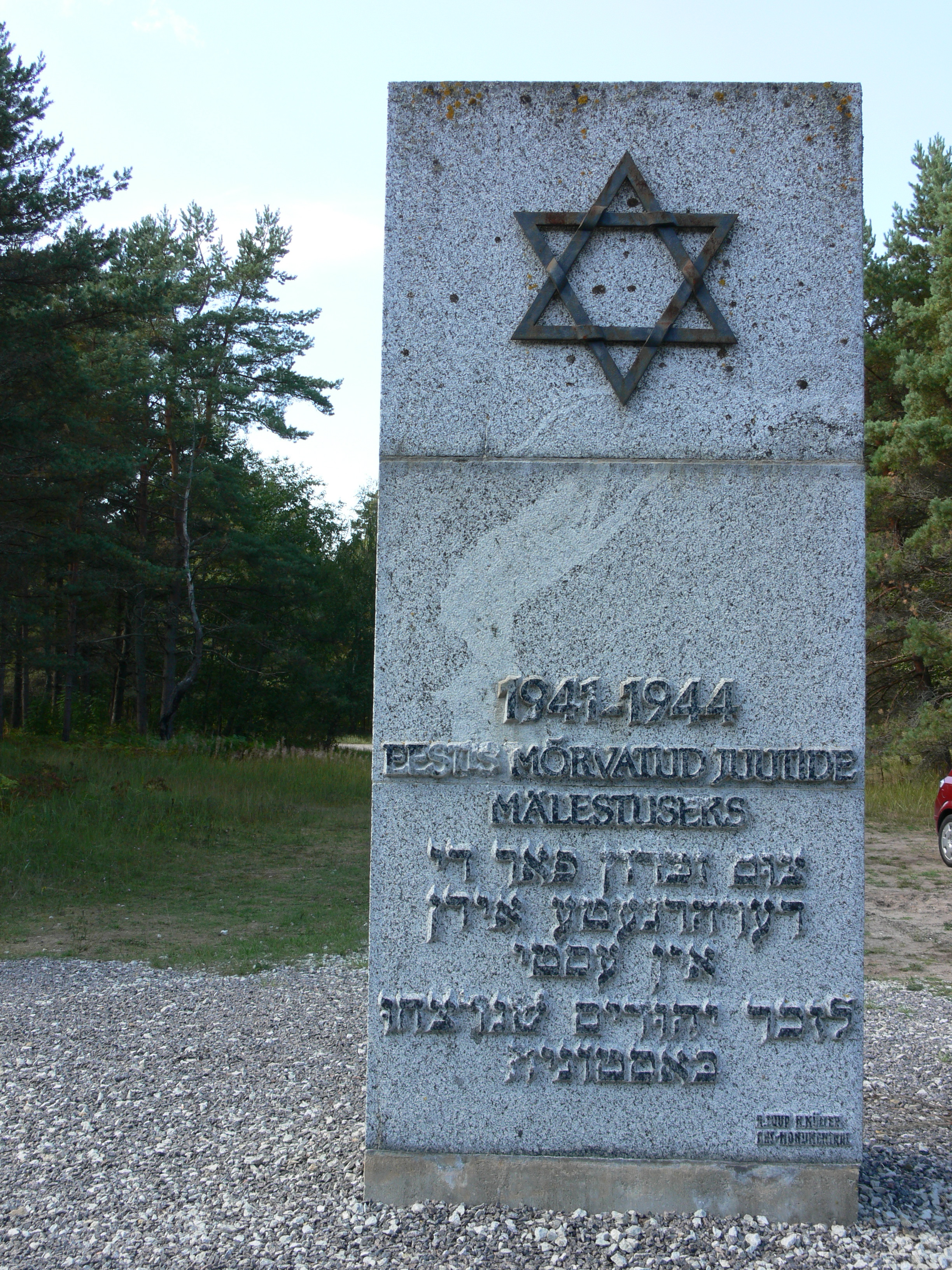
Памятник жертвам Холокоста

## Инфраструктура
В посёлке есть начальная школа (в 2002/2003 учебном году 46 учеников, в 2009/2010 учебном году — 36), библиотека, почтовое отделение, 2 магазина. Действует культурно-молодёжный центр.

## Комментарии
1. ↑  Эстонские топонимы, оканчивающиеся на -а, не склоняются и не имеют женского рода (исключение — Нарва)[8].